# Dayana Garroz
Dayana Garroz  (Venezuela, 1978. február 18. –) venezuelai színésznő.

## Élete és pályafutása
1978. február 18-án Venezuelában. Karrierjét 2003-ban kezdte a Vadmacska című sorozatban. 2004-ben A liliomlány című telenovellában szerepelt. 2011-ben Emperatriz szerepét játszotta a Csók és csata című telenovellában.

## Filmográfia

### Telenovellák
| Év        | Cím                                     | Szerep                        | TV stúdió                |
| --------- | --------------------------------------- | ----------------------------- | ------------------------ |
| 2012-2013 | Utolsó vérig (El rostro de la venganza) | Carolina Pinto                | Telemundo                |
| 2012      | Relaciones peligrosas                   | Julia Madrazo                 | Telemundo                |
| 2011-2012 | Csók és csata (Corazón apasionado)      | Emperatriz Ferrer de Mélendez | Venevision Internacional |
| 2010      | Perro amor                              | Viviana Méndez                | Telemundo                |
| 2009-2010 | Ördögi kör (Más sabe el diablo)         | Adamaris García               | Telemundo                |
| 2008      | Valeria                                 | Raquel                        | Venevision Internacional |
| 2007      | Sarokba szorítva (Acorralada)           | Amanda                        | Venevision Internacional |
| 2006-2007 | Decisiones                              | Sandy / Sarita                | Telemundo                |
| 2006      | Mi vida eres tú                         | Ana Reyes                     | Venevision Internacional |
| 2004      | A liliomlány (Inocente de ti)           | Gladys                        | Televisa                 |
| 2003      | Rebecca                                 | Marlene                       | Fonovideo                |
| 2003      | Vadmacska (Gata salvaje)                | Wendy Torres                  | Fonovideo                |